# Leptorhabdos
Leptorhabdos é um gênero botânico pertencente à família Orobanchaceae.

## Espécies
| - Leptorhabdos benthamiana - Leptorhabdos brevidens - Leptorhabdos glutinosa - Leptorhabdos linifolia | - Leptorhabdos micrantha - Leptorhabdos parviflora - Leptorhabdos virgata |